# Липов Дол
Липов Дол (мкд. Липов Дол) је насеље у Северној Македонији, у средишњем делу државе. Липов Дол је село у саставу општине Штип.

## Географија
Липов Дол је смештен у средишњем делу Северне Македоније. Од најближег града, Штипа, насеље је удаљено 5 km југоисточно.
Насеље Липов Дол се налази у историјској области Јуруклук. То је побрђе које чини западну претходницу планине Плачковице. Јужно од насеља тече речица Крива Лакавица. Надморска висина насеља је приближно 480 метара.
Месна клима је умерено континентална.

## Становништво
Липов Дол је према последњем попису из 2002. године имао 2 становника.
Већинско становништво су етнички Македонци (100%).
Претежна вероисповест месног становништва је православље.